# Wenzel Müller

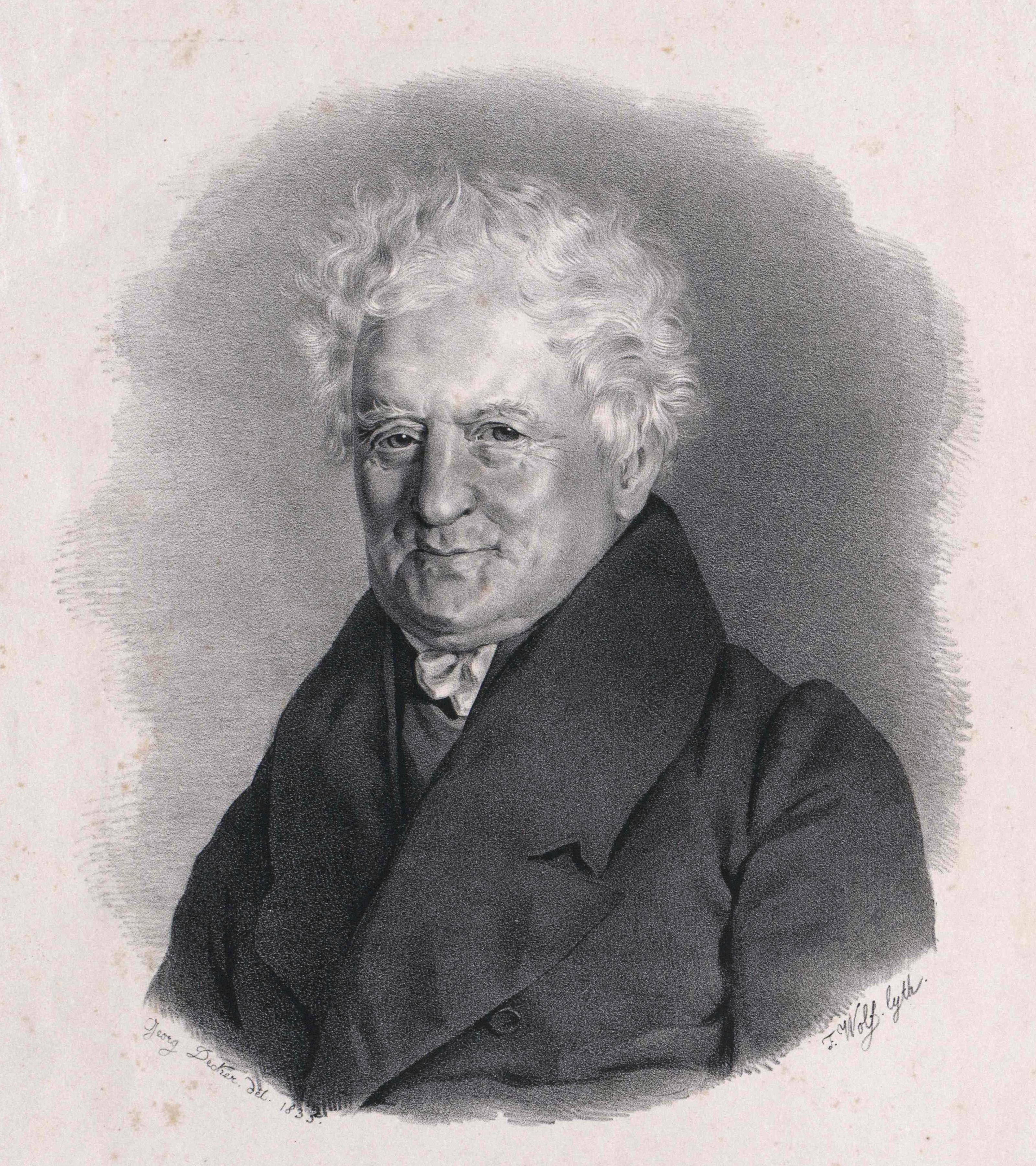
Wenzel Müller

Wenzel Müller (* 26. September 1759 in Markt Türnau, Mähren; † 3. August 1835 in Baden bei Wien) war ein österreichischer Komponist und Theaterkapellmeister.

## Leben
Nach seiner Ausbildung, unter anderem bei Carl Ditters von Dittersdorf, war Wenzel Müller ab 1782 für das Theater tätig. 1786 übernahm er das Amt des Kapellmeisters und Hauskomponisten am Wiener Theater in der Leopoldstadt. Nach einem kurzen Intermezzo an der Deutschen Oper in Prag von 1807 bis 1813 kehrte er an seine angestammte Wirkstätte zurück, wo er bis 1830 arbeitete.
Wenzel Müller starb im Haus Johannesgasse 25, Baden bei Wien, wo eine (1980 wieder angebrachte) Gedenktafel an ihn erinnert. Sein Leichnam wurde selben Ortes auf dem Stadtfriedhof (Grablage 6/1/M/07) beigesetzt.
Durch die Heirat seiner Tochter Therese, einer Opernsängerin, wurde er Schwiegervater von Johann Christoph Grünbaum. Deren Kinder, seine Enkel Caroline, Carl und Josef waren ebenfalls Sänger.

## Werke
Müller hat vor allem volkstümliche Bühnenwerke und Singspiele geschaffen, darunter zahlreiche Vertreter der sog. Wiener Kasperl- und Zauberoper. Die meisten davon wurden im Leopoldstadt-Theater uraufgeführt. Bekannt geworden sind insbesondere
- Das Sonnenfest der Braminen nach einem Libretto von Karl Friedrich Hensler, 1790, sowie
- Der Fagottist, oder: Die Zauberzither (Libretto Joachim Perinet), 1791.

Beide Stücke befassen sich nämlich mit einem ähnlichen Stoff wie die etwa zeitgleich entstandene, aber weitaus berühmtere Oper Die Zauberflöte von Wolfgang Amadeus Mozart, sie wurden vom zeitgenössischen Publikum zunächst durchaus als gleichwertige Konkurrenzstücke betrachtet.
- Pizzichi, oder: Fortsetzung, des Fagottisten : Ein Singspiel in drey Aufzügen, Libretto Joachim Perinet, Uraufführung am 10. Februar 1792[Digitalisat 1]

- Das Neusonntagskind. Ein komisches Singspiel nach einem Libretto von Karl Friedrich Hensler. Es wurde seit 1796 mit großem Erfolg am Berliner Nationaltheater aufgeführt und erlebte bis 1828 101 Aufführungen.

Nach Vorlagen Ferdinand Raimunds schrieb Müller Der Barometermacher auf der Zauberinsel (1823), Der Alpenkönig und der Menschenfeind (1828) sowie Die gefesselte Phantasie (1828). Weitere Werke entstanden auf der Grundlage von Librettos von Joachim Perinet, Karl Friedrich Hensler und Karl Ludwig Costenoble.
Einige Lieder aus Müllers Bühnenwerk haben sich verselbständigt und wurden in Wien zu volkstümlichen Gassenhauern. Ein Beispiel hierfür ist etwa das Lied Ich bin der Schneider Wetz (auch: Ich bin der Schneider Kakadu) aus Die Schwestern von Prag, in dem eine Parodie auf Arien aus der Zauberflöte gesehen wird. Es wurde später sogar von anderen Komponisten bearbeitet, darunter Ludwig van Beethoven, der seine Variationen für Klaviertrio op. 121a über das Lied schrieb.
Mehrere Kompositionen Müllers erlangten volksliedhaften Charakter. Für das Studentenlied Ich hab den ganzen Vormittag aus Müllers Singspiel Irrtum in allen Ecken oder die Schwestern von Prag (1794) hat sich Müller verschiedener Melodielemente bedient, die schon im 18. Jahrhundert volkstümlich waren; die Melodie des Kinderliedes Es tanzt ein Bi-Ba-Butzemann weist seinerseits große Ähnlichkeit mit Müllers Studentenlied auf. Die Melodie des Volkslieds Bald gras ich am Neckar erscheint erstmals 1821 in einem Quodlibet aus dem Stück Die Fee aus Frankreich; es ist allerdings nicht gesichert, dass sie von Müller komponiert wurde. Demgegenüber basiert die häufig zu findende Angabe, Müller habe auch die Melodie zu Kommt ein Vogel geflogen komponiert, auf einem Missverständnis.
Weiter hat Müller auch Ballette und Pantomimen, aber auch Blasmusik geschaffen. Auch die Messe in G/C KV Anh. 232, in den angelsächsischen Ländern bekannt als »Mozarts 12. Messe«, wird heute Wenzel Müller zugeschrieben. Insgesamt umfasst sein Œuvre etwa 250 Werke.

## Digitalisate
1. ↑  Pizzichi, oder: Fortsetzung, des Fagottisten als Digitalisat im Münchener Digitalisierungszentrum